# Bejsbolówka

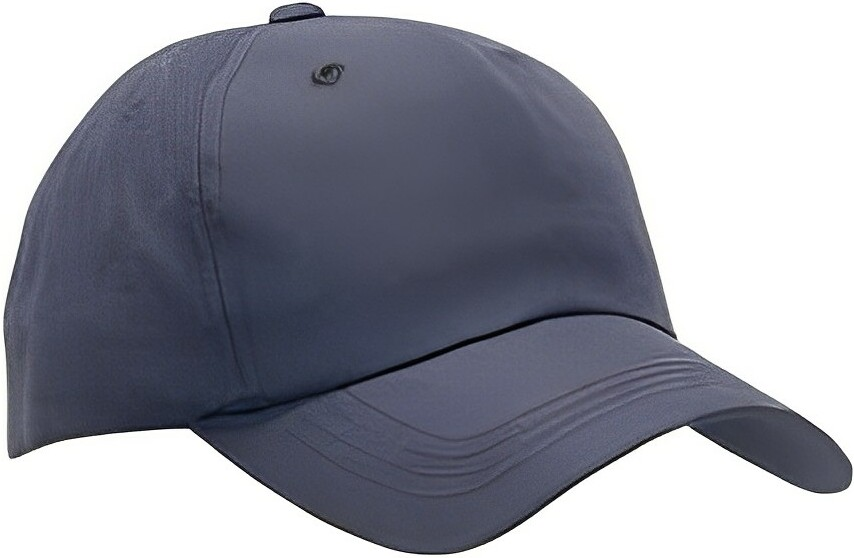
Bejsbolówka

Bejsbolówka (także: baseballówka od ang. baseball cap) – sportowa czapka, wykonana z miękkiego materiału, z twardym daszkiem chroniącym oczy przed słońcem. Często posiada z tyłu pasek umożliwiający regulację rozmiaru. Pierwotnie noszona przez sportowców uprawiających baseball.
W 1954 firma „New Era Cap Company” przedstawiła amerykańskim bejsbolistom dla ochrony przed słońcem czapkę z daszkiem. Z przodu, nad daszkiem umieszczano symbol klubu do jakiego bejsbolista należał. W latach 70 i 80 XX wieku bejsbolówka stała się bardzo popularna, weszła do masowego użytku. Zaczęły jej używać nawet niektóre formacje mundurowe, jak np. SWAT. 